# Gangesdelfin
Der Gangesdelfin (Platanista gangetica) ist eine sehr seltene Zahnwalart, die in Nordindien und Bangladesch im Ganges, Brahmaputra, Meghna und Karnaphuli endemisch ist. Die Gesamtpopulation wird auf wenige 100 bis auf einige 1000 Exemplare geschätzt, die heute vor allem im gemeinsamen Delta von Ganges und Brahmaputra sowie im unteren Sangu in Bangladesh leben. Das Verbreitungsgebiet hat sich seit dem 19. Jahrhundert stark verkleinert. In Nepal ist die Art fast ausgestorben.

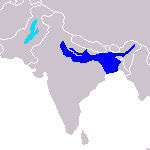
Dunkelblau die Verbreitung des Gangesdelfin, Hellblau die des Indusdelfin

## Merkmale
Der Gangesdelfin wird maximal 2,6 Meter lang und kann ein Gewicht von über 108 kg erreichen. Weibchen sind größer und haben eine längere Schnauze. Das Kopfprofil ist durch die auffällige Melone steil und abgerundet. Auf der Melone findet sich ein länglicher, unebener Kamm, an dessen hinterem Ende das längliche, schlitzartige Blasloch liegt. Die über den Mundwinkeln liegenden Augen sind kaum entwickelt und winzig. Die Schnauze ist abgeflacht, gavialartig lang und sehr schlank. Der vordere, knollenartig verdickte Teil ist mit zahlreichen, länglichen und scharfen Zähnen besetzt, die auch bei geschlossenem Maul sichtbar bleiben. Das Genick der Tiere ist für Wale ungewöhnlich flexibel und beweglich. Der Rücken ist flach und breit. Auf dessen hinterem Abschnitt liegt die flache, dreieckige Finne, die in einem niedrigen Grat endet, der sich bis auf die breite Fluke erstreckt. Die Fluke ist hinten konkav und hat lange, spitze Enden. Die Flipper sind breit und paddelartig. Ihre Hinterkanten sind flach oder gewellt, so dass ein fingerartiger Eindruck entsteht.
Gangesdelfine sind olivgelb, olivbraun, graubraun oder graublau gefärbt. Die Bauchseite ist heller, oft rosig. Jungtiere sind einheitlich grau gefärbt.
Die Tiere ernähren sich von Fischen und Garnelen und können mindestens 28 Jahre alt werden.

## Oberflächenverhalten
Der Gangesdelfin lebt in kleinen Gruppen, allein oder paarweise. Er schwimmt normalerweise langsam und springt selten. Sprünge sind jedoch durch das laute Platschen auffällig. Die Fluke ist dabei nur selten sichtbar. Tauchgänge dauern zwischen 30 Sekunden und mehrere Minuten. Gegenüber Menschen ist er scheu.

## Fortpflanzung
Weibchen werden mit einer Länge von zwei Metern geschlechtsreif, Männchen bei 1,7 Metern Länge. Die Tragzeit beträgt etwa ein Jahr. Neugeborene sind 65 bis 90 cm lang und wiegen etwa 6,5 kg. Sie nehmen schon im Alter von einem bis zwei Monaten feste Nahrung zu sich, werden aber erst im Alter von fast einem Jahr entwöhnt.

## Systematik
Dem Gangesdelfin wurde ursprünglich der Indusdelfin als Unterart zugerechnet, der sich äußerlich nicht vom Gangesdelfin unterscheidet. Heute besteht keine Einigkeit über die Taxonomie: In der Datenbank Mammal Species of the World wird der Gangesdelfin als eigenständige Art geführt, während er zum Beispiel auf der Roten Liste der IUCN und von der Society for Marine Mammalogy unter dem Namen Platanista gangetica gangetica als Unterart von Platanista gangetica geführt wird, welche nach dieser Einteilung auch den Indusdelfin umfasst. Taxonomische Kategorien wie Art und Unterart sind stets eine modellhafte Beschreibung von evolutionären Verwandtschaftsverhältnissen, weswegen es häufiger zu derartigen uneinheitlichen Klassifizierungen kommen kann.

## Bedrohung

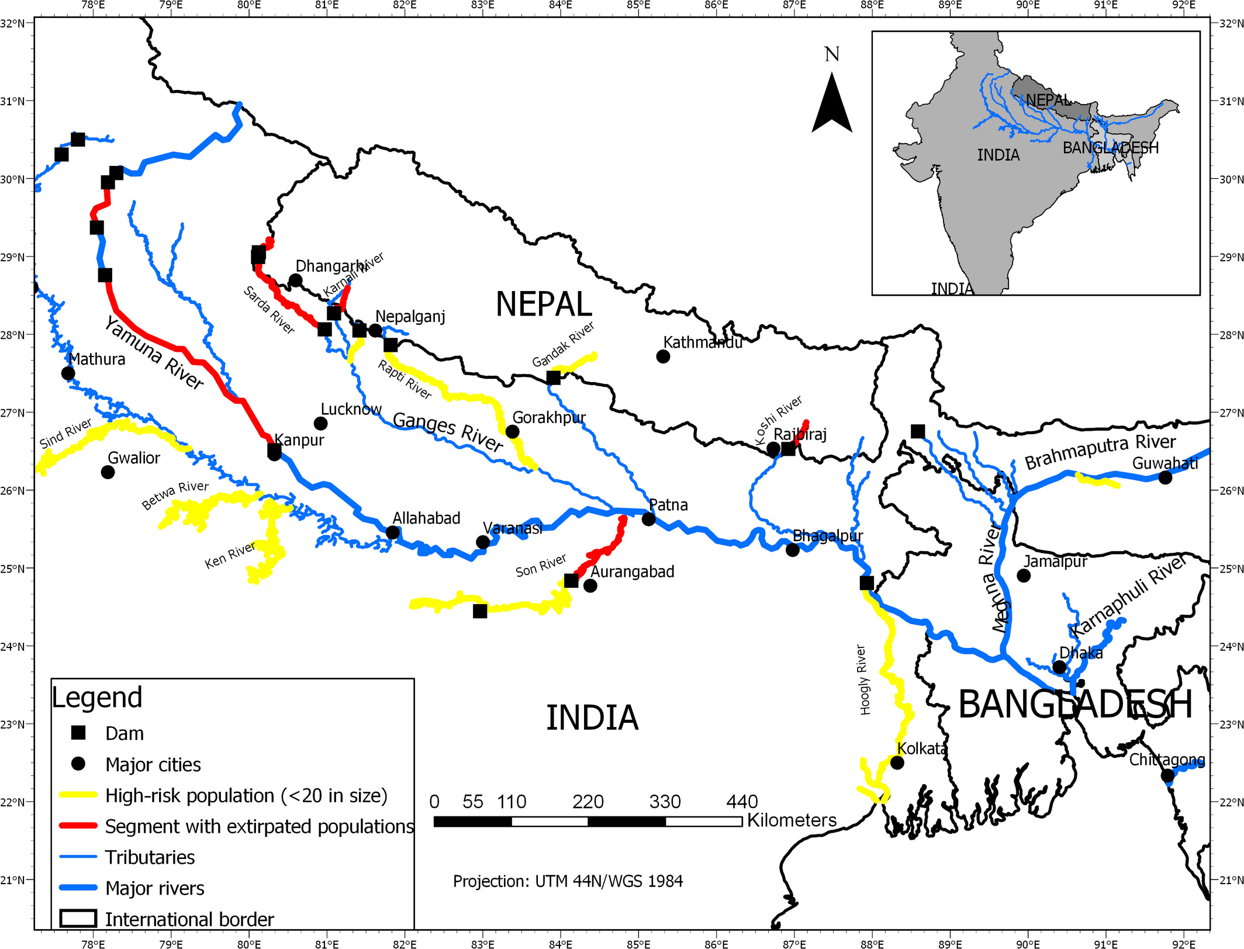
Fragmentierung der Population des Gangesdelfins nach Paudel & Koprowski (2020). Gelb sind Populationen mit <20 Individuen, rot ausgestorbene Populationen. Quadrate repräsentieren Staudämme, Kreise größere Städte.

Der Gangesdelfin wird auf der Roten Liste der IUCN als stark gefährdet (endangered) geführt. Eine Schätzung des Gesamtbestandes ist schwierig, einer Schätzung von 2014 zufolge beträgt der Gesamtbestand um 3500 Tiere. Die Populationszahlen sind vermutlich rückläufig, das Verbreitungsgebiet scheint sich ebenfalls zu verkleinern. Die Bedrohungsursachen sind hauptsächlich Veränderung des Habitats durch menschliche Aktivität (wie zum Beispiel Verschmutzung und Veränderung des Wasserstandes) sowie die Zersplitterung, insbesondere durch Staudämme, in kleine Populationen, welche genetisch verarmen und vom Aussterben bedroht bzw. bereits ausgestorben sind (siehe Abbildung). Der Druck durch lokale Fischerei wächst, welche als Konkurrenz um Fischressourcen eine Gefahr darstellt. Es wird aber auch angenommen, dass insbesondere Jungtiere als Beifang enden. Die relativ geringe Reproduktionsrate und späte Geschlechtsreife (im Alter von zwischen 6 und 10 Jahren) erschweren eine schnelle Anpassung an Veränderungen.